# Vanilla Sky
Vanilla Sky (bra/prt: Vanilla Sky) é um filme norte-americano de 2001 dos gêneros drama romântico e ficção científica, dirigido por Cameron Crowe, que adaptou o roteiro original de Alejandro Amenábar e Mateo Gil para o filme espanhol Abre los ojos (1997), do qual é remake.

## Enredo
David Aames, o proprietário de uma grande empresa editorial que herdou de seu pai, está na prisão. Usando uma máscara protética, David conta sua história de vida ao psicólogo judicial Dr. Curtis McCabe.
Em flashbacks, David deixa as responsabilidades da editora aos associados de confiança de seu pai enquanto vive como playboy em Manhattan. Ele é apresentado a Sofia Serrano por seu melhor amigo, Brian Shelby, durante uma festa. David e Sofia passam a noite juntos no apartamento dela e se apaixonam, sem saber que a atual amante de David, Julie Gianni, os seguiu até lá. Quando David sai da festa, Julie oferece uma carona a ele e logo revela seu ciúme de Sofia. Ela provoca um acidente de carro de propósito, matando a si mesma e desfigurando David.
Os médicos não conseguem reparar o rosto de David com cirurgia plástica, forçando-o a usar uma máscara para esconder seu rosto. No entanto, as cicatrizes mentais e físicas do acidente o levam a se tornar recluso e deprimido. Brian convence David a se juntar a ele e Sofia em uma boate. Eles o deixam na rua fora da boate depois que ele fica bêbado e os insulta.
No dia seguinte, Sofia retorna e pede desculpas a David. Ela o leva para casa, os dois iniciam um relacionamento e ele começa lentamente a se recuperar. Os médicos encontram uma maneira de reparar o rosto de David, apesar de seu prognóstico anterior.
Mais tarde, ele é atormentado por experiências bizarras, como breves flashbacks de sua desfiguração e um encontro com um homem misterioso em um bar que o informa que David é onipotente, demonstrado pelo bar inteiro ficando em silêncio ao comando de voz dado por David.
Um dia, enquanto está na casa de Sofia, David acorda e se vê na cama com Julie, cujo rosto substituiu o de Sofia em suas fotografias. Em choque, ele sufoca Sofia e liga para a polícia pensando estar matando Julie. David é preso e aprisionado, e sua desfiguração facial é misteriosamente restaurada.
O Dr. McCabe realiza várias entrevistas adicionais, que ajudam David a lembrar o nome "Life Extension" (Extensão da Vida). Ao ver uma empresa com esse nome nas proximidades, McCabe arranja uma entrevista na empresa para levar David até lá sob escolta. Rebecca, uma representante da empresa, explica como a Life Extension usa suspensão criogênica para salvar aqueles com doenças terminais até que uma cura seja encontrada, mantendo-os em um estado de sonho lúcido para exercitar suas mentes sobre acontecimentos durante a vida passada do paciente. David percebe que está em suspensão e que o mundo em que habita é seu próprio sonho lúcido, que se tornou um pesadelo após lembrar-se de Julie. Ele escapa de McCabe e dos guardas enquanto grita pelo "suporte técnico" e corre para o saguão do prédio, que fica repentinamente vazio. Um elevador se abre, revelando o estranho homem do bar.
Enquanto o elevador sobe até o topo de um prédio absurdamente alto, o homem explica que ele é o Suporte Técnico responsável pelo sonho lúcido de David, e que David ficou em suspensão por 150 anos. Incapaz de enfrentar os dois traumas — a perda de seu amor, Sofia, e suas lesões faciais —, é revelado que a vida dele aconteceu até o momento em que ele foi deixado na rua por Sofia e seu amigo e portanto ele optou pela Life Extension para ser despertado quando a tecnologia avançasse para que pudesse reparar seu rosto, e deixou a empresa editorial nas mãos dos associados de seu pai, e faleceu, com Sofia indo ao seu funeral e sendo a única que se importou com sua morte. Como parte do programa, David escolheu vivenciar um sonho lúcido, no qual sua vida continuaria na manhã seguinte após Sofia deixá-lo. No entanto, uma falha no software causou distorções de outros elementos de seu subconsciente em seu sonho e por isso David sofria com os pesadelos causados pela Julie.
Eles chegam ao terraço, alto acima das nuvens. O Suporte Técnico diz a David que, embora tenham corrigido a falha, ele agora tem a escolha de voltar ao sonho ou ser restaurado à vida, exigindo um salto literal de fé do telhado que o acordará de seu sono. David escolhe o último, apesar do aviso de McCabe contra isso; o Suporte Técnico intervém dizendo que ele era apenas parte do sonho de David, e David confirma isso ao perguntar o nome das filhas de McCabe e ele não saber responder. Antes de pular, David imagina Brian e Sofia para se despedir, ao ver Sofia pela última vez, David conversa com Sofia e diz que já fazem 150 anos desde que eles se viram de verdade e que ela estava morta e ele congelado, e se beijam. Ele olha pela última vez para Sofia e Brian e salta da beirada do prédio, e sua vida passa diante de seus olhos.
David acorda abruptamente enquanto uma voz feminina o convida a abrir os olhos.

## Elenco
- Tom Cruise .... David Aames
- Penélope Cruz...Sofia
- Cameron Diaz....Julie
- Kurt Russell....Dr. Curtis
- Jason Lee.......Brian
- Johnny Galecki..Peter
- Tilda Swinton...Rebecca
- Jennifer Aspen..Nina
- Michael Kehoe...Chefe Mickey
- Zachary Lee.....Joshua
- Noah Taylor.....Edmund Ventura
- Steven Spielberg...convidado na festa de David